# レースクイーン・オブ・ザ・イヤー
レースクイーン・オブ・ザ・イヤー（Race Queen Of The Year）は、文字通り1年間で最も活躍したレースクイーンを表彰する制度である。略称は「RQY」。2000年度より開始。

## 概要
当該年度のSUPER GT（当初は全日本GT選手権）、フォーミュラ・ニッポン→スーパーフォーミュラ、スーパー耐久で活躍するレースクイーンの中から、レースクイーン情報に精通した専門家達の選考によって受賞者が決定される。2025年現在は株式会社ハイベロシティの沖津貴俊取締役が実行委員長を務めている。
開始当初はユーザーの一般投票によって行われていたが、2005年度はオーディション形式で行われ、20名のセミファイナル出場者の中から5人がファイナリストとなり、2006年1月15日の東京オートサロンにおいてグランプリが発表された。

2007年以降は現在の方式に変更され毎年3月に発表されていたが、2011年は発表予定時期に発生した東日本大震災の影響でレース日程に変更が生じた都合上、発表会の開催が4か月ほど遅れた。
その後2012年と2013年は9月上旬、2014年は10月下旬、2015年と2016年は11月と遅延傾向になり、2017年度以降は年を跨いだ2月に発表されていた。但し2021年（'20-'21）と2023年('22-'23）以降は再び3月の発表に戻されている。
発表会は2007年から2016年度まで都内の商業施設内で公開発表されていたが、2017年度以降は非公開でのメディア発表となっている。
なお、SUPER GTでは2024年シーズン以降、シリーズ内におけるRQの呼称を『レースアンバサダー』としているが、それに伴うアワード名の変更は行われず、引き続き『レースクイーン・オブ・ザ・イヤー』の名称が使用されている。

## 歴代受賞者
| 回 | 年度     | 受賞者       | 出身地   | 所属                                                     | 備考・出典                                                                              |
| -- | -------- | ------------ | -------- | -------------------------------------------------------- | --------------------------------------------------------------------------------------- |
| 1  | 2000年度 | 吉岡美穂     | 大阪府   | マリオレーシングチーム                                   |                                                                                         |
| 2  | 2001年度 | 森下千里     | 愛知県   | FK/Massimo                                               |                                                                                         |
| 3  | 2002年度 | 河上智子     | 東京都   | バンプレクイーン                                         |                                                                                         |
| 4  | 2003年度 | 里中あや     | 東京都   | マッハ号GT「マッハクイーンズ」                           | 歴代最年少の18歳での受賞                                                                |
| 5  | 2004年度 | 斉藤優       | 埼玉県   | Super Girls 2004「桜三世」                               | ダブル受賞（歴代唯一）                                                                  |
| 5  | 2004年度 | 西川歩       | 大阪府   | シグマレースクイーン                                     | ダブル受賞（歴代唯一）                                                                  |
| 6  | 2005年度 | 原田まり     | 京都府   | mobilecast TEAM IMPUL                                    | 史上初のFNからの受賞（歴代唯一）                                                        |
| 7  | 06-07    | 山崎みどり   | 高知県   | ZENT sweeties                                            | 表記変更                                                                                |
| 8  | 07-08    | 相川友希     | 千葉県   | ECLIPSE ADVAN スープラ 「ECLIPSE Lady」                  | [ 20 ]                                                                                  |
| 9  | 08-09    | 大矢真夕     | 愛知県   | ZENT sweeties                                            | [ 3 ]                                                                                   |
| 10 | 09-10    | 菜々緒       | 埼玉県   | TEAM YOSHIKI 「ROCKSTAR Girl」                           | [ 21 ]                                                                                  |
| 11 | 10-11    | 丸山えり     | 神奈川県 | EPSON Nakajima Racing                                    | [ 4 ]                                                                                   |
| 12 | 11-12    | 立花サキ     | 宮城県   | GSR＆Studie with TeamUKYO 「レーシングミクサポーターズ」 | 史上初の東北地方出身者からの受賞                                                        |
| 13 | 12-13    | 青山めぐ     | 埼玉県   | SUBARU BRZ GT GALS “BREEZE”                              | [ 6 ]                                                                                   |
| 14 | 13-14    | 佐野真彩     | 香川県   | WedsSport Racing Gals                                    | 歴代最年長の29歳での受賞                                                                |
| 15 | 14-15    | 早瀬あや     | 山形県   | ZENT sweeties                                            | 史上初の平成生まれ&1990年代生まれからの受賞                                             |
| 16 | 15-16    | 三城千咲     | 鹿児島県 | SUPER GT LEXUS TEAM SARD “KOBELCO GIRLS”                 | 史上初の九州地方出身者からの受賞                                                        |
| 17 | 17-18    | 西村いちか   | 青森県   | SUPER GT LEXUS TEAM SARD “KOBELCO GIRLS”                 | 佐野真彩とタイ記録となる29歳での受賞 歴代最後の昭和生まれ&1980年代生まれ                |
| 18 | 18-19    | 林ゆめ       | 北海道   | SUPER GT「Pacific Fairies」                              | 史上初の北海道出身者からの受賞                                                          |
| 19 | 19-20    | 近藤みやび   | 埼玉県   | SUPER GT LEXUS TEAM au TOM's “auサーキットクイーン”      | 通算20人目の受賞者                                                                      |
| 20 | 20-21    | あのん       | 大阪府   | ITOCHU ENEX IMPUL LADY                                   | 中国人と日本人のハーフ                                                                  |
| 21 | 21-22    | 近藤みやび   | 埼玉県   | SUPER GT TGR TEAM au TOM'S “auサーキットクイーン”        | 史上初となる2度目の受賞（歴代唯一）                                                     |
| 22 | 22-23    | 藤井マリー   | 神奈川県 | ZENT sweeties／raffinee Lady                             | 2022年度日本レースクイーン大賞の大賞、 Adam賞、コスチューム部門の三タイトル同時受賞者。 |
| 23 | 23-24    | 佐々木萌香   | 埼玉県   | Pacific Fairies                                          | [ 16 ]                                                                                  |
| 24 | 24-25    | さかいゆりや | 静岡県   | ZENT sweeties／OHLINS LADY                               | [ 17 ]                                                                                  |

## 主な記録
| ジャンル   | 最多記録者               | 記録 | 受賞者                                                                                  |
| ---------- | ------------------------ | ---- | --------------------------------------------------------------------------------------- |
| 芸能事務所 | ワンエイトプロモーション | ８人 | 吉岡美穂、河上智子、里中あや、相川友希 近藤みやび、藤井マリー、佐々木萌香、さかいゆりや |
| チーム     | ZENT sweeties            | 5人  | 山崎みどり、大矢真夕、早瀬あや、藤井マリー、さかいゆりや                                |
| 出身地     | 埼玉県                   | 5人  | 斉藤優、菜々緒、青山めぐ、近藤みやび、佐々木萌香                                        |

## 備考
- 2007年1月14日には武富士の主催による企画「RACE QUEEN AWARD 2007」が、2011年からはファン投票によって選出される企画「日本レースクイーン大賞」[注 5]がいずれも東京オートサロン内で行われているが、レースクイーン・オブ・ザ・イヤーとは全くの別物である。ちなみに2012年の立花と2014年の佐野はいずれも日本レースクイーン大賞と本賞をダブル受賞している。
- 発足以来、レースクイーン・オブ・ザ・イヤーを輩出していない政令指定都市を有する県は、新潟県、兵庫県、岡山県、広島県、福岡県、熊本県の計6県。